# Liste des monuments classés du gouvernorat de Kairouan
Cette liste des monuments classés du gouvernorat de Kairouan est une liste des monuments historiques et archéologiques protégés et classés du gouvernorat de Kairouan établie par l'Institut national du patrimoine de Tunisie.

## Liste
| Identifiant monument | Site                     | Monument | Adresse         | Date de classement        | Décret                    | Coordonnées                       | Illustration |                       |
| -------------------- | ------------------------ | --- | --------------- | ------------------------- | ------------------------- | --------------------------------- | --- | --------------------- |
| 41-1                 | Bir el-Adin              | Temple souterrain |                 | 3 mars 1915               | 3 mars 1915               | à géolocaliser                    | Temple souterrain | Télécharger une image |
| 41-2                 | Hajeb El Ayoun           | Basilique chrétienne découverte par M. Hamezo                                                                                                   |                 | 8 mai 1895                | 8 mai 1895                | à géolocaliser                    | Image manquante Téléverser | Télécharger une image |
| 41-3                 | Hajeb El Ayoun           | Ruines du monument près de la source |                 | 8 mai 1895                | 8 mai 1895                | à géolocaliser                    | Image manquante Téléverser | Télécharger une image |
| 41-4                 | Haouch Taacha            | Réservoir |                 | 8 mai 1895                | 8 mai 1895                | 35° 16′ 01″ nord, 9° 56′ 01″ est  | Image manquante Téléverser | Télécharger une image |
| 41-5                 | Haouch Taacha            | Nécropole et mausolées |                 | 8 mai 1895                | 8 mai 1895                | 35° 16′ 01″ nord, 9° 56′ 01″ est  | Nécropole et mausolées | Télécharger une image |
| 41-6                 | Raqqada                  | Bassins et citernes arabes |                 | 3 mars 1915               | 3 mars 1915               | à géolocaliser                    | Bassins et citernes arabes | Télécharger une image |
| 41-7                 | Sidi Serdoud             | Mausolée carré |                 | 8 mai 1895                | 8 mai 1895                | à géolocaliser                    | Image manquante Téléverser | Télécharger une image |
| 41-8                 | Sidi Amor Jedidi         | Remparts |                 | 8 mai 1895                | 8 mai 1895                | à géolocaliser                    | Image manquante Téléverser | Télécharger une image |
| 41-9                 | Sidi Amor Jedidi         | Mausolée |                 | 8 mai 1895                | 8 mai 1895                | à géolocaliser                    | Image manquante Téléverser | Télécharger une image |
| 41-10                | Sidi Mohamed el-Djebioui | Basilique transformée en zaouïa |                 | 8 mai 1895                | 8 mai 1895                | à géolocaliser                    | Image manquante Téléverser | Télécharger une image |
| 41-11                | Cherchira                | Pont aqueduc sur l'oued Cherchira et réservoir voisin                                                                                           |                 | 8 mai 1895                | 8 mai 1895                | 35° 37′ 50″ nord, 9° 49′ 34″ est  | Pont aqueduc sur l'oued Cherchira et réservoir voisin                                                                                  | Télécharger une image |
| 41-12                | Sabra                    | Ruines du palais d'El-Mansour |                 | 3 mars 1915               | 3 mars 1915               | 35° 39′ 29″ nord, 10° 06′ 58″ est | Ruines du palais d'El-Mansour | Télécharger une image |
| 41-13                | Aïn Aghrab               | Forteresse byzantine et ruines romaines d'henchir Aïn Aghrab située à peu de distance du Fondouk el Aouareb (à 35 km. au Sud-Ouest de Kairouan) |                 | 16 novembre 1928          | 16 novembre 1928          | à géolocaliser                    | Image manquante Téléverser | Télécharger une image |
| 41-14                | Aïn Jelloula             | Enceinte des tours |                 | 8 mai 1895                | 8 mai 1895                | à géolocaliser                    | Enceinte des tours | Télécharger une image |
| 41-15                | Aïn Jelloula             | Thermes |                 | 8 mai 1895                | 8 mai 1895                | à géolocaliser                    | Thermes | Télécharger une image |
| 41-16                | Fedj el-Kebara           | Fesguia |                 | 8 mai 1895                | 8 mai 1895                | à géolocaliser                    | Image manquante Téléverser | Télécharger une image |
| 41-17                | Ksar el-Ahmar            | Mausolée |                 | 8 mai 1895                | 8 mai 1895                | à géolocaliser                    | Image manquante Téléverser | Télécharger une image |
| 41-18                | Ksar Lemsa               | Grande forteresse byzantine |                 | 8 mai 1895                | 8 mai 1895                | 36° 02′ 09″ nord, 9° 41′ 31″ est  | Grande forteresse byzantine | Télécharger une image |
| 41-19                | Ksar el-Hadeb            | Mausolée |                 | 8 mai 1895                | 8 mai 1895                | à géolocaliser                    | Image manquante Téléverser | Télécharger une image |
| 41-20                | Kairouan                 | Jamaa Al Maâlleq |                 | 3 mars 1895               |                           | 35° 40′ 20″ nord, 10° 05′ 48″ est | Jamaa Al Maâlleq | Télécharger une image |
| 41-21                | Kairouan                 | Zaouiat El-Ouhaïchia |                 | 3 mars 1915               | 3 mars 1915               | 35° 40′ 41″ nord, 10° 05′ 57″ est | Zaouiat El-Ouhaïchia | Télécharger une image |
| 41-22                | Kairouan                 | Koubbas, tombes et épitaphes, antérieures au VIIe siècle de l'Hégire, des cimetières d'El-Hatabiya, d'El-Balawiya et de Jenah el-Akder          |                 | 3 mars 1915               | 3 mars 1915               | à géolocaliser                    | Koubbas, tombes et épitaphes, antérieures au VIIe siècle de l'Hégire, des cimetières d'El-Hatabiya, d'El-Balawiya et de Jenah el-Akder | Télécharger une image |
| 41-23                | Kairouan                 | Arcades el Jezzarin |                 | 3 mars 1915               | 3 mars 1915               | à géolocaliser                    | Arcades el Jezzarin | Télécharger une image |
| 41-24                | Kairouan                 | Bab-Souk-es-Sekkajine |                 | 3 mars 1915               | 3 mars 1915               | à géolocaliser                    | Bab-Souk-es-Sekkajine | Télécharger une image |
| 41-25                | Kairouan                 | Mosquée du Bey |                 | 13 mars 1912              | 13 mars 1912              | 35° 40′ 34″ nord, 10° 06′ 02″ est | Mosquée du Bey | Télécharger une image |
| 41-26                | Kairouan                 | Mosquée des Trois Portes |                 | 13 mars 1912              | 13 mars 1912              | 35° 40′ 37″ nord, 10° 06′ 10″ est | Mosquée des Trois Portes | Télécharger une image |
| 41-27                | Kairouan                 | Mesjed el Haceri |                 | 3 mars 1915               | 3 mars 1915               | à géolocaliser                    | Mesjed el Haceri | Télécharger une image |
| 41-28                | Kairouan                 | Mesjed es-Siqaia |                 | 3 mars 1915               | 3 mars 1915               | 35° 40′ 29″ nord, 10° 06′ 03″ est | Mesjed es-Siqaia | Télécharger une image |
| 41-29                | Kairouan                 | Mesjed el Heléli |                 | 3 mars 1915               | 3 mars 1915               | 35° 40′ 31″ nord, 10° 06′ 04″ est | Mesjed el Heléli | Télécharger une image |
| 41-30                | Kairouan                 | Mesjed el-Louleb |                 | 3 mars 1915               | 3 mars 1915               | 35° 40′ 34″ nord, 10° 06′ 03″ est | Mesjed el-Louleb | Télécharger une image |
| 41-31                | Kairouan                 | Mesjed Ibn-Amrous |                 | 3 mars 1915               | 3 mars 1915               | à géolocaliser                    | Mesjed Ibn-Amrous | Télécharger une image |
| 41-32                | Kairouan                 | Mesjed Sidi-Azzâz |                 | 3 mars 1915               | 3 mars 1915               | à géolocaliser                    | Mesjed Sidi-Azzâz | Télécharger une image |
| 41-33                | Kairouan                 | Grande Mosquée (Sidi Okba) |                 | 13 mars 1912              | 13 mars 1912              | 35° 40′ 53″ nord, 10° 06′ 15″ est | Grande Mosquée (Sidi Okba) | Télécharger une image |
| 41-34                | Kairouan                 | Djama et Méderça el-Aouania |                 | 3 mars 1915               | 3 mars 1915               | à géolocaliser                    | Djama et Méderça el-Aouania | Télécharger une image |
| 41-35                | Kairouan                 | Dar Marabet |                 | 18 mai 1999               | 18 mai 1999               | à géolocaliser                    | Dar Marabet | Télécharger une image |
| 41-36                | Kairouan                 | Zaouia de Sidi-Saheb (Mosquée du barbier) |                 | 13 mars 1912              | 13 mars 1912              | 35° 40′ 56″ nord, 10° 05′ 25″ est | Zaouia de Sidi-Saheb (Mosquée du barbier)                                                                                              | Télécharger une image |
| 41-37                | Kairouan                 | Sidi-Abdesselam (Houmt-el-Bey) |                 | 3 mars 1915               | 3 mars 1915               | 35° 40′ 44″ nord, 10° 06′ 13″ est | Sidi-Abdesselam (Houmt-el-Bey) | Télécharger une image |
| 41-38                | Kairouan                 | Zaouïa de Sidi Abbedi Salem | Rue de Russie   | 16 novembre 1928          | 16 novembre 1928          | à géolocaliser                    | Image manquante Téléverser | Télécharger une image |
| 41-39                | Kairouan                 | Zaouïa Sidi Abid El Ghariani |                 | 13 mars 1912              | 13 mars 1912              | 35° 40′ 30″ nord, 10° 06′ 06″ est | Zaouïa Sidi Abid El Ghariani | Télécharger une image |
| 41-40                | Kairouan                 | Sabil Bir-Aouta |                 | 3 mars 1915               | 3 mars 1915               | 35° 40′ 34″ nord, 10° 06′ 03″ est | Sabil Bir-Aouta | Télécharger une image |
| 41-41                | Kairouan                 | Rempart de la médina |                 | 13 mars 1912              | 13 mars 1912              | 35° 40′ 36″ nord, 10° 06′ 12″ est | Rempart de la médina | Télécharger une image |
| 41-42                | Kairouan                 | Sidi-bou-Maïsra |                 | 3 mars 1915               | 3 mars 1915               | à géolocaliser                    | Image manquante Téléverser | Télécharger une image |
| 41-43                | Kairouan                 | Minaret | 5, place Atalah | 16 novembre 1928          | 16 novembre 1928          | 35° 40′ 30″ nord, 10° 05′ 57″ est | Minaret | Télécharger une image |
| 41-44                | Kairouan                 | Cimetière de l'aile verte |                 | 3 mars 1915               | 3 mars 1915               | à géolocaliser                    | Image manquante Téléverser | Télécharger une image |
| 41-45                | Kairouan                 | Cimetière de Kuraish |                 | 3 mars 1915               | 3 mars 1915               | 35° 40′ 11″ nord, 10° 05′ 31″ est | Cimetière de Kuraish | Télécharger une image |
| 41-46                | Kairouan                 | Façade de la maison | 3, place Atalah | 16 novembre 1928          | 16 novembre 1928          | 35° 40′ 29″ nord, 10° 05′ 58″ est | Façade de la maison | Télécharger une image |
| 41-47                | Henchir el-Ksar          | Tombe romaine |                 | 8 mai 1895                | 8 mai 1895                | à géolocaliser                    | Image manquante Téléverser | Télécharger une image |
| 41-48                | Henchir el-Ksar          | Monument à côté du tombeau |                 | 8 mai 1895                | 8 mai 1895                | à géolocaliser                    | Image manquante Téléverser | Télécharger une image |
| 41-49                | Henchir Mesmar           | Deux mausolées |                 | 8 mai 1895                | 8 mai 1895                | à géolocaliser                    | Image manquante Téléverser | Télécharger une image |
| 41-50                | Haouch Mezra             | Puits |                 | 8 mai 1895                | 8 mai 1895                | à géolocaliser                    | Image manquante Téléverser | Télécharger une image |
| 41-51                | Haouch Mezra             | Ksar |                 | 8 mai 1895                | 8 mai 1895                | à géolocaliser                    | Image manquante Téléverser | Télécharger une image |
| 41-52                | Henchir Beldya           | Aqueducs romains |                 | 8 mai 1895                | 8 mai 1895                | à géolocaliser                    | Image manquante Téléverser | Télécharger une image |
| 41-53                | Henchir Bouzayène        | Fort byzantin |                 | 6 janvier 1901            | 6 janvier 1901            | à géolocaliser                    | Image manquante Téléverser | Télécharger une image |
| 41-54                | Henchir Bouzayène        | Réservoirs archéologiques |                 | 6 janvier 1901            | 6 janvier 1901            | à géolocaliser                    | Image manquante Téléverser | Télécharger une image |
| 41-55                | Henchir Bouzayène        | Temple romain |                 | 6 janvier 1901            | 6 janvier 1901            | à géolocaliser                    | Image manquante Téléverser | Télécharger une image |
| 41-56                | Henchir Temda            | Aqueduc |                 | 8 mai 1895                | 8 mai 1895                | à géolocaliser                    | Image manquante Téléverser | Télécharger une image |
| 41-57                | Henchir Temda            | Réservoirs |                 | 8 mai 1895                | 8 mai 1895                | à géolocaliser                    | Image manquante Téléverser | Télécharger une image |
| 41-58                | Henchir Temda            | Ruines d'un temple |                 | 8 mai 1895                | 8 mai 1895                | à géolocaliser                    | Image manquante Téléverser | Télécharger une image |
| 41-59                | Henchir Sommat Oum Ali   | Mausolée |                 | 12 mai 1901               | 12 mai 1901               | à géolocaliser                    | Image manquante Téléverser | Télécharger une image |
| 41-60                | Henchir Kachnoun         | Ksar carré |                 | 8 mai 1895                | 8 mai 1895                | à géolocaliser                    | Image manquante Téléverser | Télécharger une image |
| 41-61                | Henchir Kachnoun         | Forum |                 | 8 mai 1895                | 8 mai 1895                | à géolocaliser                    | Image manquante Téléverser | Télécharger une image |
| 41-62                | Henchir Kachnoun         | Citernes |                 | 8 mai 1895                | 8 mai 1895                | à géolocaliser                    | Image manquante Téléverser | Télécharger une image |
| 41-63                | Henchir Kachnoun         | Temple |                 | 8 mai 1895                | 8 mai 1895                | à géolocaliser                    | Image manquante Téléverser | Télécharger une image |
| 41-64                | Henchir Nebhane          | Restes de pont sur l'oued Nebhana |                 | 8 mai 1895                | 8 mai 1895                | à géolocaliser                    | Image manquante Téléverser | Télécharger une image |
| 41-65                | Sidi Amara               | Porte monumentale |                 | 8 mai 1895 6 janvier 1901 | 8 mai 1895 6 janvier 1901 | à géolocaliser                    | Image manquante Téléverser | Télécharger une image |
| 41-66                | Sidi Amara               | Citadelle byzantine |                 | 8 mai 1895                | 8 mai 1895                | à géolocaliser                    | Citadelle byzantine | Télécharger une image |
| 41-67                | Sidi Amara               | Fortin près de la source |                 | 6 janvier 1901            | 6 janvier 1901            | à géolocaliser                    | Image manquante Téléverser | Télécharger une image |
| 41-68                | Sidi Amara               | Kasr carré qui a encore sa porte |                 | 26 janvier 1893           | 26 janvier 1893           | à géolocaliser                    | Kasr carré qui a encore sa porte | Télécharger une image |
| 41-69                | Sidi Amara               | Pont sur l'oued Djilf |                 | 8 mai 1895 6 janvier 1901 | 8 mai 1895 6 janvier 1901 | 35° 51′ 46″ nord, 9° 31′ 01″ est  | Pont sur l'oued Djilf | Télécharger une image |
| 41-70                | Sidi Amara               | Temple |                 | 6 janvier 1901            | 6 janvier 1901            | à géolocaliser                    | Image manquante Téléverser | Télécharger une image |
| 41-71                | Sidi Amara               | Mausolée de C. Marius Romanus |                 | 8 mai 1895                | 8 mai 1895                | à géolocaliser                    | Mausolée de C. Marius Romanus | Télécharger une image |
| 41-72                | Kairouan                 | Marabout de Sidi Amor Abeda |                 | 21 janvier 2021           | 21 janvier 2021           | 35° 40′ 37″ nord, 10° 05′ 42″ est | Marabout de Sidi Amor Abeda | Télécharger une image |
| 41-73                | Oueslatia                | Site des peintures rupestres de Aïn El-Khanfous                                                                                                 |                 | 26 décembre 2022          | 26 décembre 2022          | à géolocaliser                    | Image manquante Téléverser | Télécharger une image |